# 日曜グランプリ
『日曜グランプリ』（にちようグランプリ）は、2021年4月11日から2022年3月20日まで、TBS系列で毎週日曜13:30 - 13:57（JST）に設けられていたバラエティ番組枠の名称。
ゴールデン・プライムタイムのレギュラー番組の開発を目的として新設された番組枠。1クール10本単位で、既存の『土曜☆ブレイク』枠などで放送した単発番組の中から好評の番組を編成する。本枠が設けられていた1年の間に、後述の5番組がレギュラー番組として放送された。
『別府大分毎日マラソン』『クイーンズ駅伝』『プリンセス駅伝』などのJNN全国ネットのスポーツ中継が編成される際は休止されていた。

## 番組の変遷
以下、特別番組としての放送実績は、本枠でのレギュラー放送終了後の分も含むものとする。
- 『歌ネタゴングSHOW 爆笑!ターンテーブル』[1]（2021年4月11日 - 6月13日、全10回）
  - MC：吉村崇（平成ノブシコブシ）、桐山照史（ジャニーズWEST）

2020年4月より計7回、特別番組として放送。
- 『快答!50面SHOW』[2]（2021年6月20日 - 7月25日、全6回）
  - MC：加藤浩次（極楽とんぼ）、日比麻音子（TBSアナウンサー）

2020年7月より計3回、特別番組として放送。
- 『ウッチャン式』[3]（2021年8月1日 - 10月3日、全10回）
  - MC：内村光良（ウッチャンナンチャン）

2020年11月より計3回、特別番組として放送。
- 『出動!謎ときヒーロー』（2021年10月17日 - 12月26日、全8回）[4]
  - MC:劇団ひとり他

2021年6月に特別番組として放送。
- 『ラフ&クライ!〜笑いのショートプログラム〜』（2022年1月9日 - 2022年3月20日、全10回）
  - MC：田村淳（ロンドンブーツ1号2号）他

2021年7月より計2回、特別番組として放送。

## ネット局
| 放送対象地域 | 放送局                | 系列    | 放送期間                      | 放送時間                    | ネット状況 |
| ------------ | --------------------- | ------- | ----------------------------- | --------------------------- | ---------- |
| 関東広域圏   | TBSテレビ（TBS）      | TBS系列 | 2021年4月11日 - 2022年3月20日 | 日曜 13:30 - 13:57          | 制作局     |
| 宮城県       | 東北放送（tbc）       | TBS系列 | 2021年4月11日 - 2022年3月20日 | 日曜 13:30 - 13:57          | 同時ネット |
| 福島県       | テレビユー福島（TUF） | TBS系列 | 2021年4月11日 - 2022年3月20日 | 日曜 13:30 - 13:57          | 同時ネット |
| 愛媛県       | あいテレビ（itv）     | TBS系列 | 2021年4月11日 - 2022年3月20日 | 日曜 13:30 - 13:57          | 同時ネット |
| 福岡県       | RKB毎日放送（rkb）    | TBS系列 | 2021年5月15日 - 不明          | 土曜（日曜深夜）0:50 - 1:25 | 遅れネット |

過去のネット局
- 新潟放送（BSN）[注 1]

※前番組『噂の!東京マガジン』（BS-TBSに移行）に引き続き、全編ローカルセールス枠のため、TBSテレビ以外の通常時同時ネット局でも、臨時非ネットに変更する場合があった一方、通常時非ネット局でも臨時同時ネットや不定期遅れネットで放送する場合があった。